# Щипчики для сахара

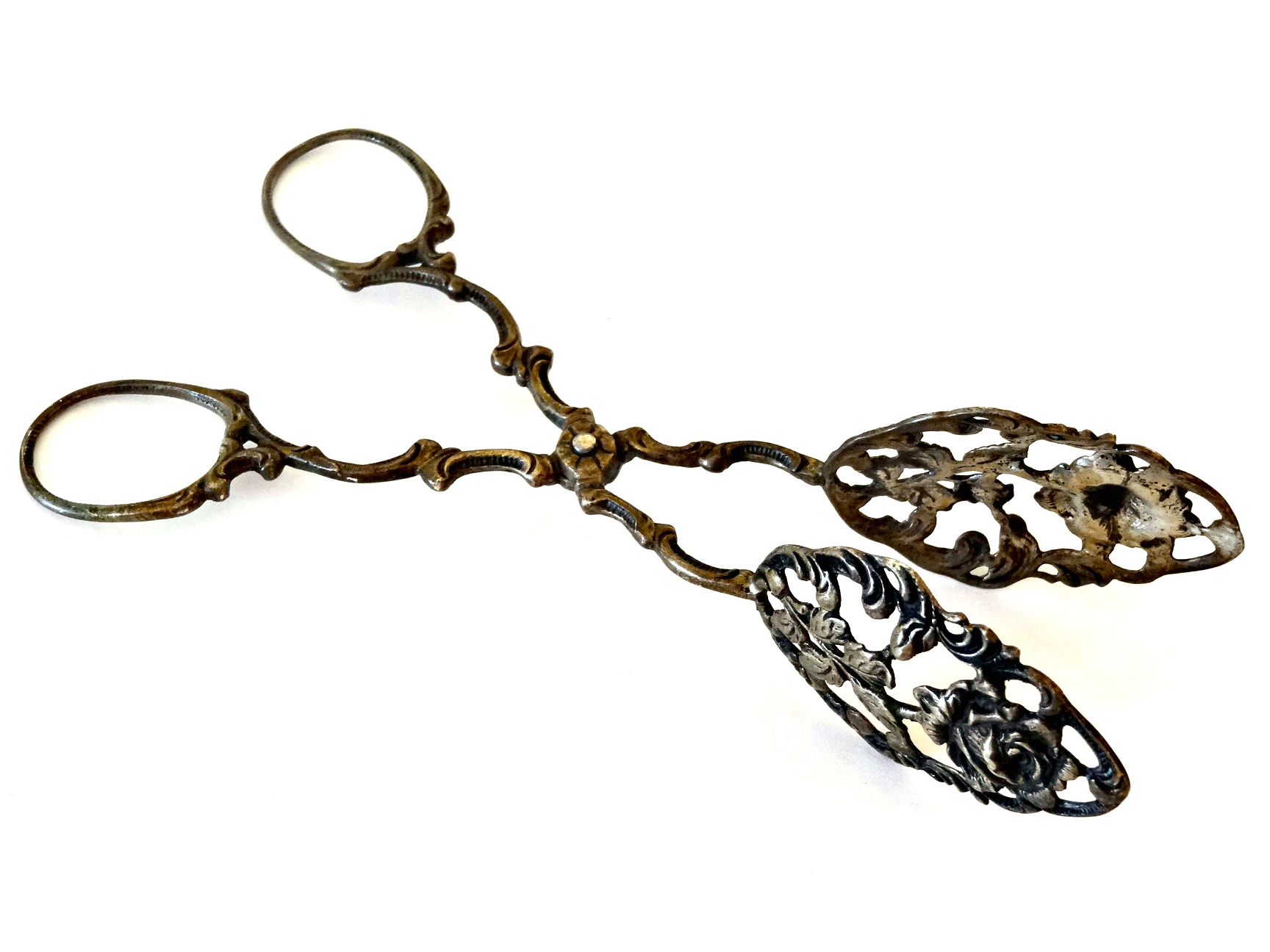
Щипчики для взятия кусочка сахара

Щипчики для сахара (также «щипцы для сахара и конфет») — предмет чайной посуды, приспособление для захвата сахара из сахарницы. Использование специальных инструментов подчёркивало важность сахара в жизни общества в XVIII—XIX веках, когда сахар был «символической едой эпохи Просвещения».
Щипчики отличаются от больших и прочных щипцов для колки сахара («кусачки для сахара», «щипцы „колоть“»), которые использовались для того, чтобы отколоть кусочки сахара от сахарной головы. Существуют также комбинированные щипцы «брать-колоть». Обычно захваты щипцов имеют гладкую поверхность или выполнены в виде ложечки, щипцы покрыты художественной отделкой. Встречаются также утилитарные «щипцы, чтобы брать сахар», с механическим захватом в виде трёх зубьев, приводимых в движение подпружиненным  штоком.
Развитие щипчиков происходило в Англии, где в XVIII веке в моде оказался сладкий чай. Пик популярности щипчиков пришёлся на XIX век, когда половина английских семей имела щипчики в наборе посуды. Однако к концу XIX века щипчики вышли из моды; Э. Мью в 1907 году упоминает их лишь как предмет коллекционирования, отмечая, что «последнее поколение ими не пользовалось».
В 2006 году Х. Пивитт отмечает, что, хотя щипчики и устарели, они сохраняют своё значение как эмблема «английскости», где-то поблизости от мисс Марпл.

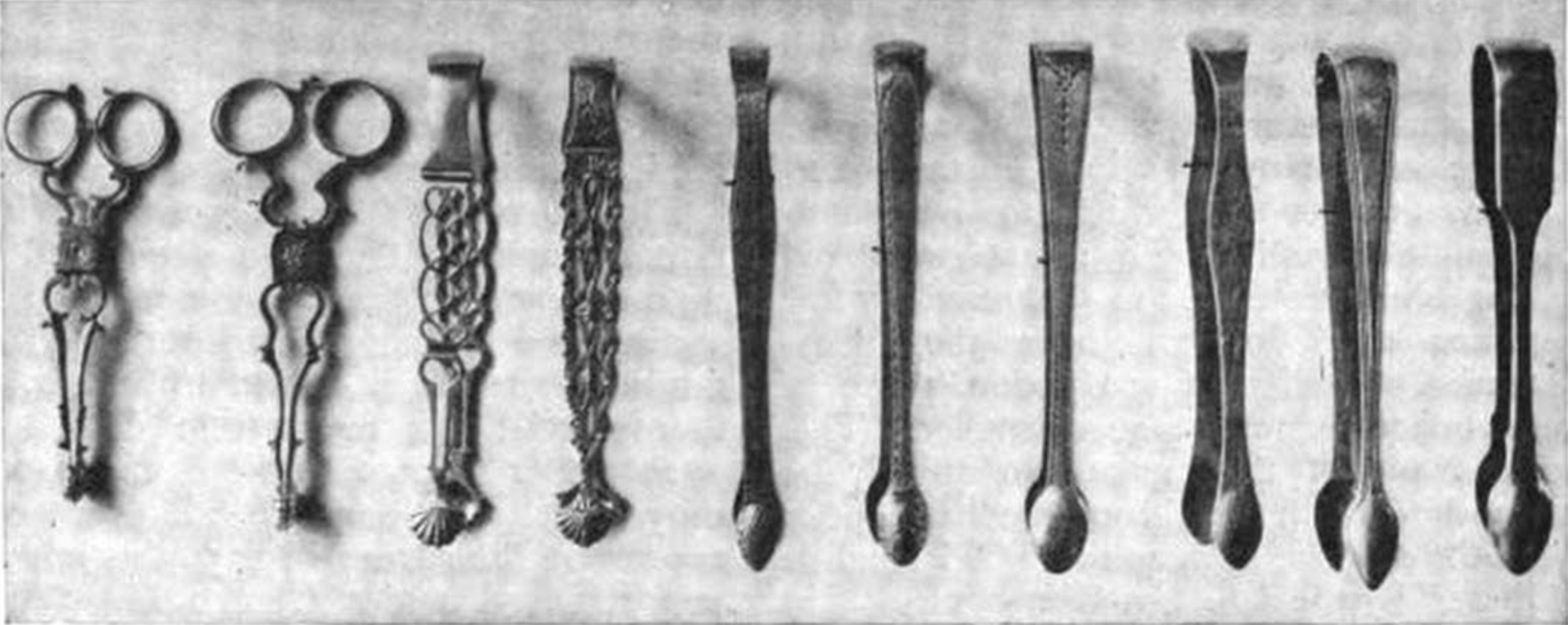
Эволюция щипчиков: от nippers времён Георга I (то же слово в английском используется для обозначения кусачек для сахара) через bows (1750-е годы) к tongs справа